# Gossip (banda)
Gossip (antes conocidos como The Gossip) es una banda estadounidense de Synth-rock integrada por la cantante Beth Ditto, el guitarrista Brace Paine y la batería Hannah Blilie.
Gossip no gozaba de reconocimiento internacional hasta que el sencillo Standing in the Way of Control se utilizó en un anuncio de la serie británica de televisión Skins.

## Carrera
Gossip se formó en 1999 en Searcy, Arkansas y originalmente eran Beth Ditto como cantante, el guitarrista Brace Paine y Kathy Mendonca en la batería. Fueron influenciados, en parte, por bandas del movimiento Riot Grrrl y el feminismo, aunque los miembros de la banda no se identifican como banda nombrada anteriormente. La banda se trasladó luego a Olympia, Washington en 1999, y firmaron con la discográfica independiente K Records. Esta discográfica publicó el primer trabajo de Gossip, su homónimo EP debut, The Gossip en 1999.
Desde este lanzamiento, Ditto ha causado controversia por hablar abiertamente acerca de su peso y sexualidad, así como no guardarse opiniones acerca de otros músicos.
Su siguiente lanzamiento fue su primer álbum, That's Not What I Heard, que fue publicado por la discográfica Kill Rock Stars el 23 de enero de 2001. Antes del lanzamiento de su segundo álbum, lanzaron el EP Arkansas Heat el 7 de mayo de 2002. Movement, segundo álbum de estudio de la banda, le siguió un año después,  lanzado el 6 de mayo de 2003. En noviembre de 2003, dos meses después del lanzamiento de su primer álbum en vivo, Undead In NYC, el 9 de septiembre, la baterista Kathy Mendonca dejó la banda para seguir una carrera de partera. Hannah Blilie se unió a la banda para reemplazarla.
El primer lanzamiento presentando a la nueva batería fue el EP colaborativo Real Damage, junto a la solista de electropop Tracy + the Plastics, que fue lanzado el 25 de enero de 2005. El siguiente álbum de la banda, Standing in the Way of Control, le siguió un año después. Fue lanzado el 26 de enero de 2006 por Kill Rock Stars y después en el 2006 bajo la discográfica del Reino Unido, Black Yard Recordings.
Posteriormente se establecieron en Portland, Oregon. The Gossip ha hecho de telonera para las bandas como Sleater-Kinney, Le Tigre, CSS y Mates of State. Gossip también ha hecho de telonera para Scissor Sisters en tres fechas durante la gira de éstos en noviembre de 2006, aunque en una edición de la revista NME, Ditto dijo que le molestó haberse presentado ante una audiencia a la que 'no le gustaba sus propios Ramones'.
La canción más exitosa del grupo "Standing in the Way of Control" fue escrita por Ditto en respuesta a la decisión del gobierno de los Estados Unidos de negarle el derecho al matrimonio a los homosexuales. "Nadie en los Estados Unidos estaba tan sorprendido o conmocionado por lo que Bush hizo, pero hizo sentir a todos los que conozco engañados e impotentes", dijo. "Escribí el coro para animar a la gente a no rendirse. Son tiempos temerosos para los derechos civiles, pero creo de verdad que la única forma de sobrevivir es mantenernos juntos y seguir luchando". La canción obtuvo popularidad en el Reino Unido cuando se utilizó en una publicidad para el programa televisivo Skins del Canal 4 en 2007.
El grupo firmó posteriormente con Music With A Twist, una filial de Sony Music Label Group, que se concentra en actos LGBT.
El 24 de junio de 2007, The Gossip cerró el Glastonbury Festival tocando en el escenario John Peel donde Ditto hizo un tributo al difunto John Peel.
Su cuarto álbum de estudio, titulado Music for Men, fue lanzado en 2009 y contó con la colaboración del reconocido productor Rick Rubin. Su primer sencillo, "Heavy Cross", le valió el reconocimiento en varias partes del mundo. Se transformó en todo un éxito en Alemania, donde fue certificado "triple disco de oro", llegando a vender más de 450.000 ejemplares y fue mencionado como el "sencillo más exitoso de un artista internacional" en septiembre de 2010. También obtuvo el disco de platino en varios países de Europa.
A mediados de mayo de 2012, lanzaron A Joyful Noise, su quinto álbum de estudio. Cuenta con la colaboración de Brian Higgins, integrante de la agrupación de productores conocida como Xenomania, en su nuevo material. En marzo de 2012, se lanzó su sencillo adelanto, "Perfect World", bajo la producción de Brian Higgins. Su segundo sencillo Move in the Right Direction, fue lanzado el 23 de mayo de 2012. Está escrito y producido por Xenomania en compañía del músico francés Fred Falke.
En una entrevista con Pitchfork en febrero de 2016, Ditto confirmó la separación de Gossip. Dijo que tenía la intención de centrarse en su línea de ropa y en la música como solista.
En marzo de 2019, Ditto anunció el regreso de la banda con un espectáculo a finales de julio de 2019 para celebrar el décimo aniversario de Music for Men. Esto luego se expandió a una gira mundial. La banda tocó su último show de la gira en Rote Fabrik en Zúrich, Suiza, el 19 de agosto de 2019.
En noviembre de 2023, la banda anunció su segunda reunión y compartió un nuevo sencillo, "Crazy Again". La canción proviene de su próximo sexto álbum, Real Power, que se anunció simultáneamente y cuyo lanzamiento está previsto para el 22 de marzo de 2024.

## Integrantes

### Actuales Miembros
- Beth Ditto – vocalista, piano (1999–2016, 2019–2020, 2023–presente)
- Nathan "Brace Paine" Howdeshell – guitarra, bajo (1999–2016, 2019–2020, 2023–presente)
- Hannah Blilie – batería (2004–2016, 2019–2020, 2023–presente)

### Antiguos miembros
- Kathy Mendonça – batería (1999–2003)

## Discografía

### Álbumes de estudio
| Año  | Datos del álbum | Mejor posición en listas | Mejor posición en listas | Mejor posición en listas | Mejor posición en listas | Mejor posición en listas | Mejor posición en listas | Mejor posición en listas | Mejor posición en listas | Mejor posición en listas | Certificaciones                                                             |
| Año  | Datos del álbum | R.U.                     | ALE                      | AUS                      | AUT                      | ESP                      | FRA                      | IRL                      | SUI                      | EE. UU.                  | Certificaciones                                                             |
| ---- | --- | ------------------------ | ------------------------ | ------------------------ | ------------------------ | ------------------------ | ------------------------ | ------------------------ | ------------------------ | ------------------------ | --------------------------------------------------------------------------- |
| 2001 | That's Not What I Heard - Lanzamiento: 23 de enero de 2001 - Discográfica: Kill Rock Stars - Formatos: CD                          | —                        | —                        | —                        | —                        | —                        | —                        | —                        | —                        | —                        |                                                                             |
| 2003 | Movement - Lanzamiento: 6 de mayo de 2003 - Discográfica: Kill Rock Stars - Formatos: CD                                           | —                        | —                        | —                        | —                        | —                        | —                        | —                        | —                        | —                        |                                                                             |
| 2006 | Standing in the Way of Control - Lanzamiento: 24 de enero de 2006 - Discográfica: Kill Rock Stars - Formatos: CD, descarga digital | 22                       | 85                       | —                        | —                        | —                        | 34                       | 31                       | —                        | —                        | - R.U.: Oro                                                                 |
| 2009 | Music for Men - Lanzamiento: 19 de junio de 2009 - Discográfica: Columbia - Formatos: CD, descarga digital                         | 18                       | 10                       | 13                       | 4                        | 100                      | 5                        | 27                       | 12                       | 164                      | - ALE: 3× Oro - AUT: Platino - BEL: Oro - FRA: Doble Platino - SUI: Platino |
| 2012 | A Joyful Noise - Lanzamiento: 22 de mayo de 2012 - Discográfica: Columbia - Formatos: CD, descarga digital                         | 47                       | 2                        | 35                       | 4                        | 38                       | 3                        | 66                       | 1                        | 100                      | - ALE: Oro                                                                  |
| 2024 | Real Power - Lanzamiento: 22 de marzo de 2024 - Discográfica: Columbia - Formatos: CD, descarga digital                            | —                        | —                        | —                        | —                        | —                        | —                        | —                        | —                        |                          |                                                                             |

### EP
- The Gossip (1999)
- Red Hott (2001)
- Arkansas Heat (2002)
- Real Damage (2005)
- GSSP RMX (2006)
- Drunken Maria (sencillo con The Raincoats, incluido en el álbum tributo a The Monks, Silver Monk Time) (pl-08) (2009)

### Álbumes en directo
- Undead in NYC (2003)
- Live in Liverpool (2007)

### Álbum de remix
- RMXD (2007)

### Recopilaciones
- 2006 - (pl-02) (CD doble/descargable) Silver Monk Time - un tributo a The Monks (compilación)

### Sencillos
| Año  | Título                           | Posicionamiento en listas | Posicionamiento en listas | Posicionamiento en listas | Posicionamiento en listas | Posicionamiento en listas | Posicionamiento en listas | Posicionamiento en listas | Posicionamiento en listas | Posicionamiento en listas | Posicionamiento en listas | Certificaciones                                                                                    | Álbum                          |
| Año  | Título                           | R.U.                      | ALE                       | AUS                       | AUT                       | FRA                       | IRL                       | ITA                       | SUI                       | EE. UU.                   | EE. UU. Dance             | Certificaciones                                                                                    | Álbum                          |
| ---- | -------------------------------- | ------------------------- | ------------------------- | ------------------------- | ------------------------- | ------------------------- | ------------------------- | ------------------------- | ------------------------- | ------------------------- | ------------------------- | -------------------------------------------------------------------------------------------------- | ------------------------------ |
| 2007 | "Standing in the Way of Control" | 7                         | —                         | —                         | —                         | —                         | 25                        | —                         | —                         | —                         | —                         | | Standing in the Way of Control |
| 2007 | "Listen Up!"                     | 30                        | —                         | —                         | —                         | —                         | 64                        | —                         | —                         | —                         | —                         | | Standing in the Way of Control |
| 2007 | "Jealous Girls"                  | 89                        | —                         | —                         | —                         | —                         | —                         | —                         | —                         | —                         | —                         | | Standing in the Way of Control |
| 2007 | "Yr Mangled Heart"               | —                         | —                         | —                         | —                         | —                         | —                         | —                         | —                         | —                         | —                         | | Standing in the Way of Control |
| 2009 | "Heavy Cross"                    | 37                        | 2                         | 7                         | 4                         | 23                        | 28                        | 4                         | 2                         | 107                       | 8                         | - ALE: 3× Oro - AUS: Platino - AUT: Platino - BEL: Platino - ITA: Platino - NZ: Oro - SUI: Platino | Music for Men                  |
| 2009 | "Love Long Distance"             | —                         | 30                        | 49                        | 69                        | —                         | 36                        | 31                        | 41                        | —                         | —                         | | Music for Men                  |
| 2010 | "Pop Goes the World"             | —                         | 53                        | 78                        | —                         | —                         | 24                        | 14                        | —                         | —                         | 13                        | | Music for Men                  |
| 2010 | "Men in Love"                    | —                         | 58                        | —                         | —                         | —                         | —                         | —                         | —                         | —                         | —                         | | Music for Men                  |
| 2010 | "Dimestore Diamond"              | —                         | —                         | —                         | —                         | —                         | —                         | —                         | —                         | —                         | —                         | | Music for Men                  |
| 2012 | "Perfect World"                  | —                         | 13                        | —                         | 16                        | 27                        | —                         | —                         | 11                        | —                         | 8                         | - ALE: Oro                                                                                         | A Joyful Noise                 |
| 2012 | "Move in the Right Direction"    | —                         | 11                        | —                         | 3                         | 64                        | 39                        | —                         | 27                        | —                         | 17                        | - ALE: Oro                                                                                         | A Joyful Noise                 |

### Remixes
- 2011: New War – Ghostwalking ('Do You Want New Rave Or Do You Want The Truth?' Club Mix)[29]

## Nominaciones
- En 2010, Gossip fue nominado a un ECHO Award, junto a grupos como Depeche Mode y U2
- En 2010, Gossip fue nominado a Mejor Artista Alternativo en los EMA 2010.